# Aligot gris meridional
L'aligot gris meridional (Buteo nitidus) és una espècie d'ocell de la família dels accipítrids (Accipitridae). Habita boscos, sabanes i terres de conreu de la zona Neotropical, des de Costa Rica cap al sud fins a l'oest de l'Equador, est de Bolívia, sud del Brasil i nord de l'Argentina. El seu estat de conservació es considera de risc mínim.

## Taxonomia
Tradicionalment ha estat considerat coespecífic amb l'aligot gris septentrional (Buteo plagiatus) que ara és considerat una espècie de ple dret arran els treballs de Millsap et al. 2011